# 3-(3-hidroksifenil)propanoat hidroksilaza
3-(3-hidroksifenil)propanoat hidroksilaza (EC 1.14.13.127, mhpA (gen)) je enzim sa sistematskim imenom 3-(3-hidroksifenil)propanoat,NADH:kiseonik oksidoreduktaza (2-hidroksilacija). Ovaj enzim katalizuje sledeću hemijsku reakciju
(1) 3-(3-hidroksifenil)propanoat + NADH + + + O2 {\displaystyle \rightleftharpoons } 3-(2,3-dihidroksifenil)propanoat + 2O + +
(2) (2E)-3-(3-hidroksifenil)prop-2-enoat + NADH + + + O2 {\displaystyle \rightleftharpoons } (2E)-3-(2,3-dihidroksifenil)prop-2-enoat + 2O + +
Ovaj enzim je flavoprotein (FAD). On učestvuje u meta odvanju kod bakterije Escherichia coli pri degradaciji raznih fenilpropanoidnih jedinjenja.

## Literatura
- Nicholas C. Price; Lewis Stevens (1999). Fundamentals of Enzymology: The Cell and Molecular Biology of Catalytic Proteins (Third изд.). USA: Oxford University Press. ISBN 019850229X.
- Eric J. Toone (2006). Advances in Enzymology and Related Areas of Molecular Biology, Protein Evolution (Volume 75 изд.). Wiley-Interscience. ISBN 0471205036.
- Branden C; Tooze J. Introduction to Protein Structure. New York, NY: Garland Publishing. ISBN 0-8153-2305-0.
- Irwin H. Segel. Enzyme Kinetics: Behavior and Analysis of Rapid Equilibrium and Steady-State Enzyme Systems (Book 44 изд.). Wiley Classics Library. ISBN 0471303097.
- William P. Jencks (1987). Catalysis in Chemistry and Enzymology. Dover Publications. ISBN 0486654605.

## Spoljašnje veze
- 3-(3-hydroxyphenyl)propanoate+hydroxylase на 